# 泉山康朝
泉山 康朝（いずみやま やすとも、生没年不詳）は、戦国時代の武将。南部家の家臣。石亀兵庫とも表記される。石亀喜兵衛政明の弟。養子に兄の子古康。三戸郷泉山を領したことから泉山姓を名乗った。
石亀政明、康朝兄弟は三戸郷石亀村が本貫の地とされる。しかし墓銘には菅原の姓があり、南部家の庶族である石亀氏との関係は不明であるが、石亀信房の庶子であった可能性も否定できない。ただし、盛岡藩の『参考諸家系図』ではその出自を詳らかにしていない。